# شلبی کانن
 شلبی کانن (انگلیسی: Shelby Cannon؛ زاده ۱۹ اوت ۱۹۶۶) یک تنیس‌باز اهل ایالات متحده آمریکا است.